# Savo Kostadinovski
Œuvres principales
Poésie sur la poésie
Le lieu natal a du coeur
Les trois siècles
Savo Kostadonovski macédonien : Саво Костадиновски; né le 30 mai 1950 à Gorno Botouchyé (municipalité de Makedonski Brod) – est un écrivain et traducteur macédonien-allemand. Il écrit de la poésie et de la prose pour les enfants, les jeunes et les adultes, en macédonien et en allemand. Ses œuvres ont également été publiées en serbe et en roumain,,.

## Biographie

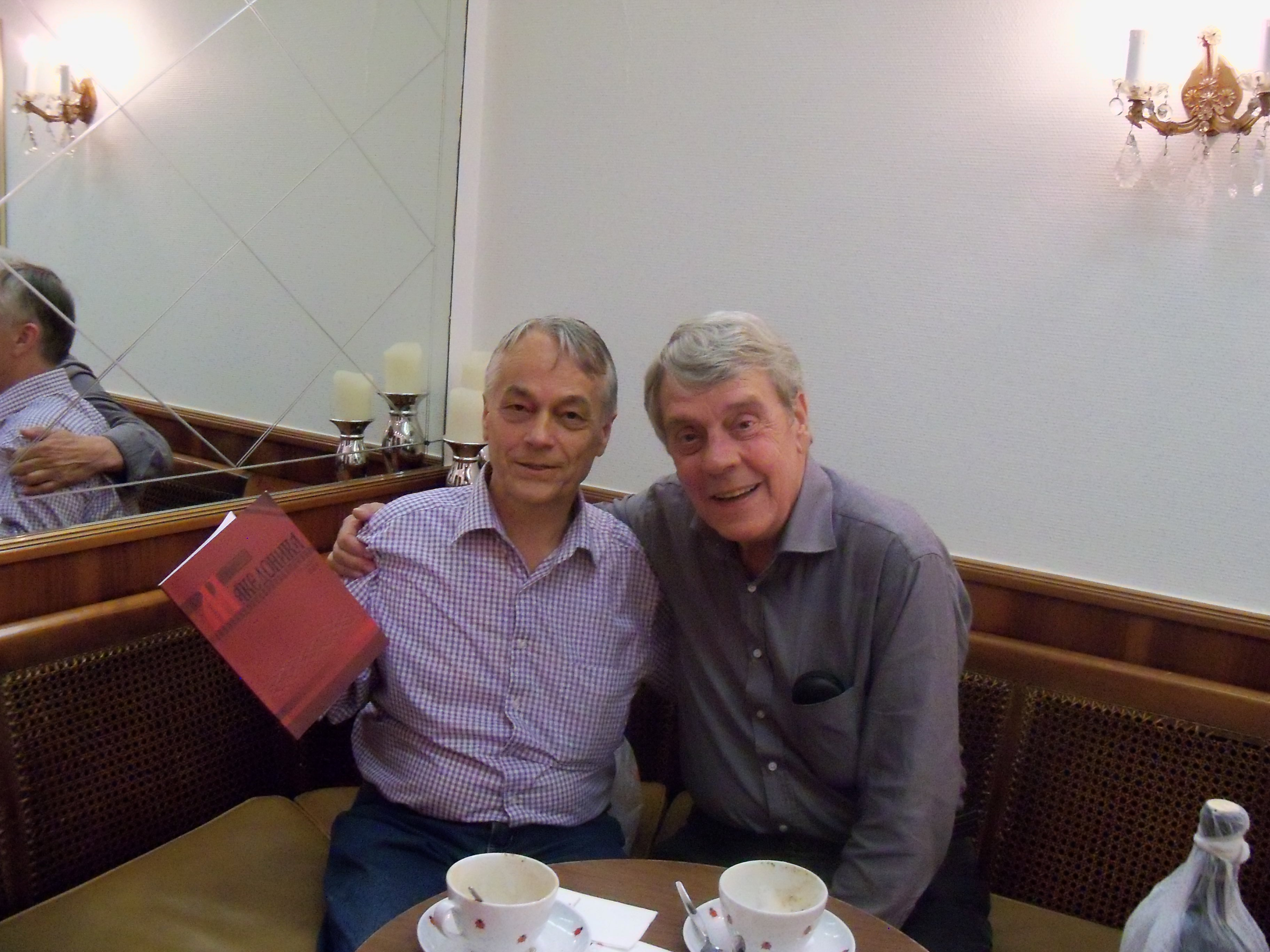
Savo Kostadinovski et slaviste allemand Wolf Oschlies

Savo Kostadinovski est né dans le village de Gornje Botusje, dans la municipalité de Makedonski Brod, dans l'actuelle Macédoine du Nord. Il a fréquenté l'école primaire à Gornji Botusje et Gostivar, et a poursuivi ses études à Belgrade et à Cologne. Il vit en Allemagne depuis 1971.
Il est l'auteur de plusieurs recueils de poèmes, de nouvelles, d'essais, de traductions et de textes journalistiques. Ses œuvres sont représentées dans de nombreuses anthologies, et la poésie et la prose pour enfants figurent dans les manuels scolaires de Macédoine du Nord.
Il a vécu à Gostivar, Skopje, Belgrade, Slavonski Brod, Zagreb, Munich, Würzburg, Francfort-sur-le-Main et Cologne, et a visité l'Europe, l'Amérique du Nord, l'Australie, l'Inde, le Tibet, la Chine et le Sénégal.
Savo Kostadinovski est membre de l'Association des écrivains macédoniens, de l'Association des écrivains allemands, de l'Association des traducteurs littéraires de Macédoine et de l'Association des journalistes macédoniens,.

### Poésie pour les enfants
- L'été dans la ville natale (Detska radost, 1980)[7]
- Les désires (Maison de la Culture "Kotcho Ratsin", 1989)
- Les enfants du monde (Maison de la Culture "Kotcho Ratsin", 1990)
- Cage sans oiseaux – de Botouchyé à Cologne (Pečalbarski denovi, Vevčani, 1990)
- Poèmes – un recueil de nouvelles pour les jeunes (Communauté culturelle et éducative de Skopje, 1991)
- Poèmes de Botouchyé – le choix (Maison de la Culture "Kotcho Ratsin", 1992)
- Poèmes – un recueil de nouvelles pour les jeunes (Communauté culturelle et éducative de Skopje, 1993)
- Poreče (Misla, Skopje, 1995)
- Mille et une nostalgie – le choix (Detska radost, Skopje, 2001)
- Avec Filip (Antolog, Skopje, 2013)
- Conversations avec Beti (Antolog, Skopje, 2013)
- Années en vers (Antolog, Skopje, 2013)
- Voix éternelle – le choix (Antolog, Skopje, 2014)
- Lettres à Filip (Antolog, Skopje, 2014)
- En vacances chez Filip (Antolog, Skopje, 2014)
- Toujours avec Filip (Antolog, Skopje, 2014)
- Filip est un élève de première année à l'école primaire (Antolog, Skopje, 2014)
- Comment Filip a appris l'alphabet (Antolog, Skopje, 2014)
- Des perles petits pour Bisera (Antolog, Skopje, 2014)
- Mémoire d'Amérique (Antolog, Skopje, 2015)
- Des poèmes proches en Australie lointaine (Antolog, Skopje, 2015)
- L'Europe en vers (Antolog, Skopje, 2015)
- Poreče (Antolog, Skopje, 2015)
- De Botouchyé à Paris (Antolog, Skopje 2015)
- Sans le lieu natal (Antolog, Skopje, 2016)
- Cologne et moi (Antolog, Skopje, 2016)
- Avec la patrimoine (Antolog, Skopje, 2016)
- De la vie à travers l'Europe (Antolog, Skopje, 2016)
- Monuments macédoniens (Antolog, Skopje, 2016)
- Poèmes pour les enfants – œuvres collectées, (Akademski pečat, Skopje, 2018)

### Poésie pour adultes
- Poésie sur la poésie – édition bilingue en macédonien et roumain (Bucarest, 2002)
- Poésie sur la poésie – édition bilingue en macédonien et allemand (Matica makedonska, Skopje, 2012)
- La poésie dans la vie du poète – édition bilingue en macédonien et allemand (Makedonika litera, Skopje, 2013)[8]
- L'amour vit – insieme a Therese Reuber, in tedesco (Makedonika litera, Skopje, 2014)
- La vie pour Botouchyé – édition bilingue en macédonien et allemand (Makedonika litera, Skopje, 2014)
- Chansons de Cologne – édition bilingue en macédonien et allemand (Makedonika litera, Skopje, 2014)
- Poésie sur la poésie – la traduction serbe (Centro Culturale del Banato, Novo Miloševo, 2015)
- Histoire des guerres – édition bilingue en macédonien et allemand (Makedonika litera, Skopje, 2015)[9]
- L'homme et la patrie – édition bilingue en macédonien et allemand (Skopje, 2017)
- Poésie pour adultes – œuvres collectées – édition bilingue en macédonien et allemand (Skopje, 2018)

### Prose
- Les trois siècles – roman biographique (Makedonska reč, Skopje, 2005)[10]
- Le lieu natal a du coeur – un recueil de nouvelles pour les jeunes (Makedonska reč, Skopje, 2005)
- Les trois siècles – roman biographique – deuxième édition augmentée (Makedonika litera, Skopje, 2016)[11]
- Drei Zeitalter – roman biographique – traduction allemande (Literatur-Atelier, Bonn, 2016)
- Una patria con cuore – traduction allemande (Literatur-Atelier, Bonn, 2016)
- Una patria con cuore – édition bilingue en macédonien et allemand (Antolog, Skopje, 2016)
- Bisera et Filip – édition bilingue en macédonien et allemand (Antolog, Skopje, 2016)
- Bisera und Filip – traduction allemande (Literatur-Atelier, Bonn, 2016)
- Sous une bonne eau – monografia suр Gorno Botouchyé (Antolog, Skopje, 2016)
- Tout par amour pour Poreče et Porečani – monographie (Antolog, Skopje, 2017)
- Tout par amour pour Poreče et Porečani – monographie – deuxième édition augmentée (Antolog, Skopje, 2017)
- L'écrivain de Poreče – monographie de Savo Kostadinovski co-écrite avec Naum Popeski (Akademski pečat, Skopje, 2018)